# تری‌فنیل‌اتیلن

تری‌فنیل‌اتیلن (انگلیسی: Triphenylethylene) نوعی هیدروکربن آروماتیک ساده است که دارای فعالیت استروژنی ضعیف می‌باشد.